# ボロシナ (小惑星)
ボロシナ (2009 Voloshina) は小惑星帯に位置する小惑星である。ソビエト連邦の天文学者タマラ・スミルノワが発見した。

## 名称
第二次世界大戦中にパルチザンに加わり、ゾヤ・アナトリエヴナ・コスモデミヤンスカヤとともに23歳でドイツ軍によって絞首刑にされたヴェラ・ヴォロシナ (Vera Voloshina, 1919年 - 1941年) から命名された。なお、同時に処刑されたゾヤも、(1793) ゾヤに命名されている。